# Borsighaus

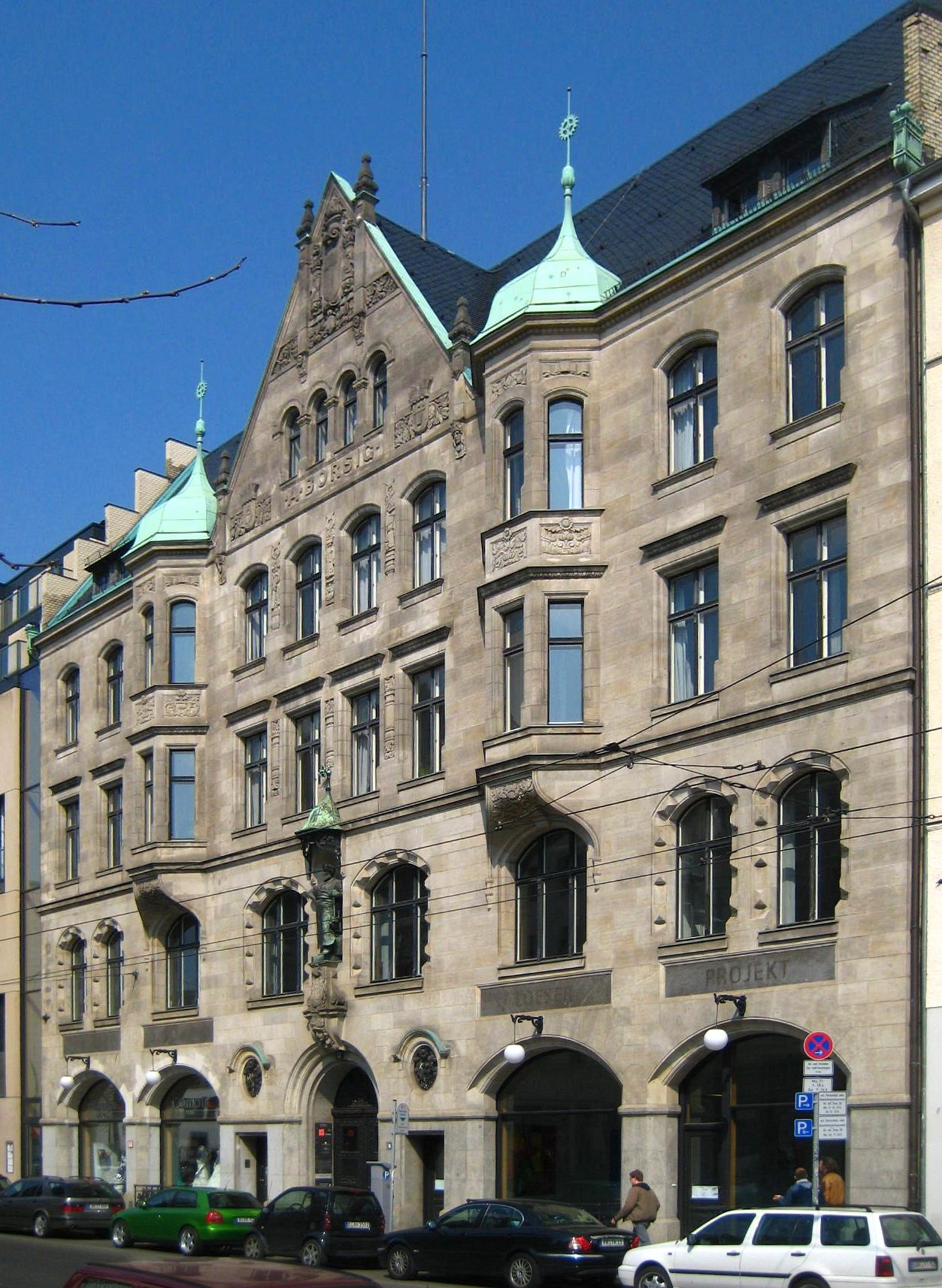
Fassade des Gebäudes

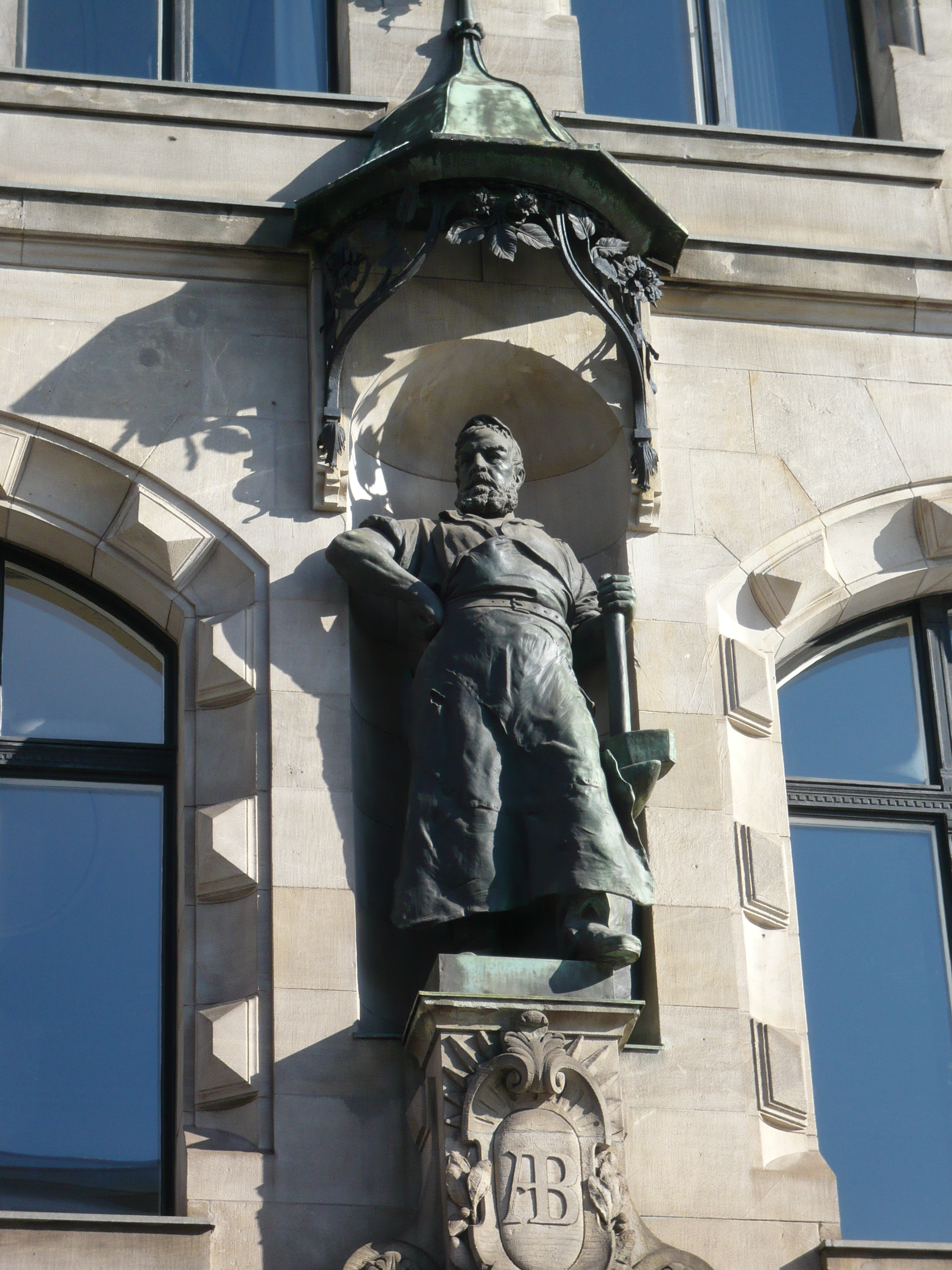
Bronze-Skulptur eines Schmiedes zentral an der Fassade

Das Borsighaus ist ein Baudenkmal in Berlin. Das Bauwerk ist in die Denkmalliste des Landesdenkmalamts Berlin eingetragen. Es diente als Verwaltungsgebäude des Unternehmens Borsig.

## Lage
Das Gebäude liegt in der Oranienburger Vorstadt im Ortsteil Berlin-Mitte im Bezirk Mitte in der Chausseestraße und hat die Hausnummer 13. Auf der gegenüberliegenden Straßenseite ist das Brecht-Haus.

## Architektur
Das Bauwerk entstand nach Plänen der Architekten Konrad Reimer und Friedrich Körte. Die symmetrische, breit gelagerte Sandstein-Fassade weist Neorenaissance-Formen auf. Je ein zweigeschossiger Erker unter einer Schweifhaube befindet sich links und rechts eines beherrschenden Dreiecksgiebels. Das Hauptgebäude ist viergeschossig mit drei schlichten Flügelbauten um einen in etwa quadratischen Hof. In der Mitte der Straßenfassade befindet sich eine Bronze-Skulptur, die einen Schmied darstellt und vom Berliner Bildhauer Gotthold Riegelmann stammt. Nach anderen Angaben soll er von Gustav Blaeser erschaffen worden sein und ursprünglich am Wasserturm der Borsigschen Maschinenbau-Anstalt gestanden haben. Unter ihm sind die Initialen A. B. für den Unternehmensgründer August Borsig zu sehen. Die repräsentativen Direktionsräume befanden sich in der Beletage. Eine Reihe weiterer Büros und Zeichensäle waren auch in den beiden unteren Geschossen des Seitenflügels und des Gartenhauses untergebracht.

## Geschichte
Das Gebäude wurde als Hauptkontor der Berliner Maschinenfabrik Borsig errichtet und 1899 fertig gestellt, kurz nach Eröffnung der Borsigwerke in Berlin-Tegel. Bis zu deren Verlegung lag es fußläufig zum Borsigschen Stammwerk in der Chausseestraße. Von 1937 bis Ende der 1950er Jahre hatte die Borsig’sche Vermögensverwaltung ihren Sitz in dem Gebäude. Den Zweiten Weltkrieg überstand das Gebäude fast unbeschadet. Nach der Wiedervereinigung wurde es vom Versorgungswerk der Zahnärztekammer Berlin als Anlageobjekt erworben und von 1996 bis 1999 in dessen Auftrag von Peter und Tobias Hübotter restauriert.

## Heutige Nutzung
Das unter Denkmalschutz stehende Bauwerk ist heute Sitz der Bundeszahnärztekammer. Des Weiteren befinden sich in ihm ein Ausstellungsraum eines Möbelhandels, eine Zahnarztpraxis und eine Rechtsanwaltskanzlei.